# Tumpatan
Tumpatan is een bestuurslaag in het regentschap Deli Serdang van de provincie Noord-Sumatra, Indonesië. 
Tumpatan telt 6458 inwoners (volkstelling 2010). 
In de 19e eeuw was er een tabaksplantage gevestigd.